# Aniplex
K.K. Aniplex (jap. 株式会社アニプレックス, Anipurekkusu Kabushiki kaisha, engl. Aniplex Inc.) produziert und vertreibt Animes sowie zugehörige Produkte wie Musik und Merchandising.

## Geschichte
Das Unternehmen wurde im September 1995 als Tochter von Sony Pictures Entertainment Japan namens K.K. SPE Music Publishing (株式会社SPE・ミュージックパブリッシング) gegründet. Im Januar 1997 folgte die Umfirmierung in K.K. SPE Visualworks (株式会社SPE・ビジュアルワークス) und nach der vollständigen Übernahme durch die Sony Music Entertainment Japan im Januar 2001 in K.K. SME Visualworks (株式会社SME・ビジュアルワークス) und schließlich im April 2003 zu K.K. Aniplex.
Die erste Animeproduktion war die ab Januar 1996 ausgestrahlte Serie Rurouni Kenshin und der erste Film Rurōni Kenshin – Meiji Kenkaku Romantan – Ishin Shishi e no Requiem von Dezember 1997.
100%ige Töchterunternehmen sind die Animationsstudios A-1 Pictures und CloverWorks, das Mobiltelefon-Softwareentwickler Banchō Seisakujo und der US-Vertrieb Aniplex of America Inc.  Crunchyroll und Aniplex kündigten im März 2025 an, dass sie gemeinsam ein Anime-Produktionsstudio unter dem Namen Hayate Inc gegründet haben.

## Produktionen (Auswahl)
- Rurouni Kenshin
- Alice Academy
- Blood+
- Durarara!!
- Fullmetal Alchemist
- Kamichu!
- Gurren Lagann
- Soul Eater
- the Garden of sinners Film 1 – Thanatos.
- Bōnen no Xam’d
- Demashita! Powerpuff Girls Z
- Read or Die
- Sound of the Sky
- Angel Beats!
- Vividred Operation
- Sword Art Online
- Guilty Crown
- Fate/Zero
- Kill la Kill
- Mardock Scramble
- Charlotte
- The Asterisk War: The Academy City on the Water